# Montagna dels Parcitati
Montagna dels Parcitati o Parcitadi, va ser un home gibel·lí de Rímini, nascut potser cap a la meitat del segle xiii, de la família dels Parcitadi - una de les principals famílies de Rimini.

## El personatge històric
Montagna, fou al Rímini de la segona meitat del segle xiii, la figura més representativa del gibel·linisme ciutadà, que va trobar, justament, en la poderosa família dels Parcitadi un punt ideal de convergència per contrarestar el güelfisme emergent de la facció dels Malatesta. Malgrat estar vinculat per llaços de parentiu amb els Malatesta (Constance, de fet, nascuda d'un Parcitadi, es va casar amb Malatesta da Verrucchio) va ser en els darrers anys del segle xiii, l'opositor més tenaç amb diferència, dels dos mastins (els Malatesta), el vell i el nou de Verrucchio (Infern XXVII v. 46), enfrontant-se al domini senyorial d'aquests sobre Rimini. Però també va realitzar una profitosa obra de moderació en aquesta ciutat pel que fa als ciutadans, de vegades defensant-los de l'agressivitat dels poderosos (entre els quals, de fet, en primer lloc els Malatesta), i d'altres vegades de la repressió de les autoritats papals de la província de Romanya. La facció liderada per Montagna només pogué aguantar l'enfrontament amb aquests potents rivals fins al 1295, quan els Malatesta de forma inesperada i ràpida van conquerir Rimini per la força, exterminant o enviant a l'exili els Parcitadi i fent presoner a Montagna.

## El personatge en la Divina Comèdia i notícia de la seva mort
Dante recorda Montagna, en el cant XXVII de l'Infern de la Divina Comèdia juntament amb els seus rivals i ferotges assassins, quan es troba a la vuitena fossa del vuitè cercle de l'Infern:

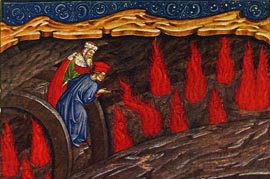
El cant XXVII de l'Infern. Dante i Virgili parlant amb la flama que envolta l'ànima de Guiu de Montefeltro. Anonimo lombardo, (ca. 1440)

| «                           | I els dos mastins, vell i nou, de Verruchio que li donaren mala fi a Montagna, amb les dents xuplen allà on sempre ho fan. | » |
| — (Infern XXVII, vv. 46-48) | |   |

Al·ludint precisament a la supressió de Montagna premeditada pels dos Malatesta i duta a terme a la presó de Rimini, potser poc després de la seva captura el desembre de 1295. Segons Sermonti: Rimini en el 1295 està sota el despotisme voraç i ferotge de Malatesta I dels Malatesta de Verrucchio i el seu fill del primer matrimoni Malatestino (germanastre guerxo de Paolo i de Gianciotto), tots ells güelfs d'estricta observança angevina els quals entre moltes altres crueltats, es vantaven de l'assassinat amb traidoria del cap imperial popular gibel·lí Montagna dels Parcitadi. Entre els antics comentaristes de la Divina Comèdia,  i més propers en el temps als personatges, Francesco da Buti parla dels Malatesta: «I el vell Masti, i nou de Verrucchio; això diu (Dante) de Rimini, que llavors era senyorejat per Messer Malatesta el vell, i Messer Malatestino, jove, i els anomena mastins; és a dir, gossos, ja que eren homes de gran fortalesa i de condició rapaç, ... que perforen i devoren els de Rimini amb les dents; això diu, perquè els va dir mastins, per denotar la seva voracitat. I després ... que feren morir Montagna... en secret, de mala manera». Segons Iacopo Alighieri, Malatestino va donar mort amb les seves pròpies mans a Montagna i alguns dels seus.